# 喬克托縣 (密西西比州)
喬克托縣（英語：Choctaw County）是美國密西西比州中部的一個縣。面積1,087平方公里。根據美國2000年人口普查，共有人口9,758。縣治阿克曼 (Ackerman)。
成立於1833年12月23日，縣名來自喬克托人 (印第安人的一支)。